# Arbeitsgericht Paderborn

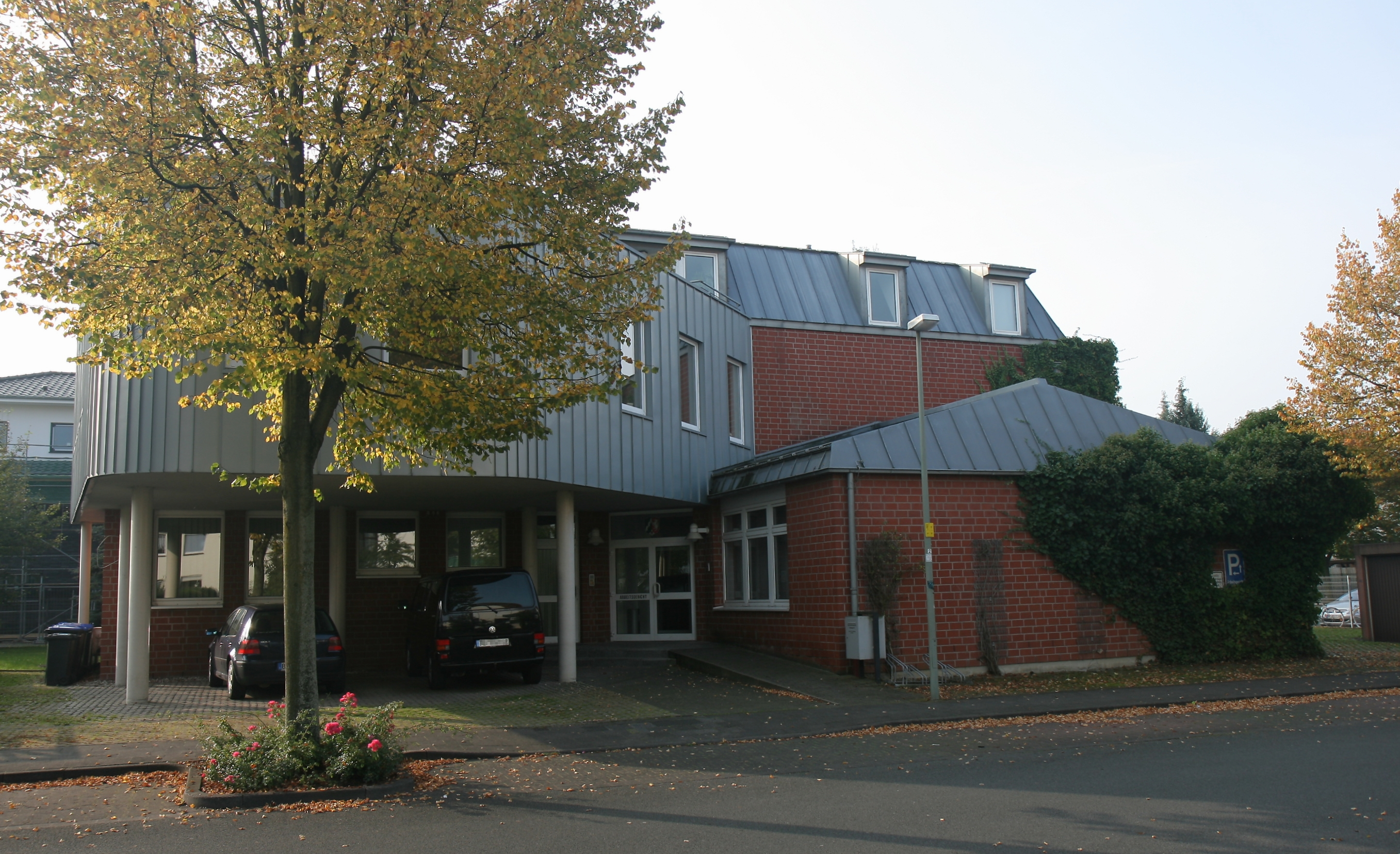
Gerichtsgebäude

Das Arbeitsgericht Paderborn ist ein Gericht der Arbeitsgerichtsbarkeit in Paderborn in Nordrhein-Westfalen. Bei ihm sind vier Kammern gebildet.

## Gerichtsbezirk
Der  Gerichtsbezirk umfasst den Kreis Paderborn und den benachbarten Kreis Höxter. In den insgesamt 20 Städten und Gemeinden der beiden Kreise leben rund 447.000 Einwohner.

## Gebäude
Das Gebäude des Arbeitsgerichts Paderborn befindet sich in Paderborn an der Grevestraße 1.

## Übergeordnete Gerichte
Die Berufungsinstanzen sind das Landesarbeitsgericht Hamm und im weiteren Rechtszug das Bundesarbeitsgericht in Erfurt.

## Geschichte
Gemäß Arbeitsgerichtsgesetz vom 23. Dezember 1926 wurden in Deutschland Arbeitsgerichte gebildet. Diese waren nur in der ersten Instanz organisatorisch selbstständige Gerichte, die Landesarbeitsgerichte waren den Landgerichten zugeordnet. Am Landgericht Bielefeld entstand so 1927 das Landesarbeitsgericht Bielefeld als eines von zwei Landesarbeitsgerichten im Bezirk des Oberlandesgerichtes Hamm. In Paderborn entstand das Arbeitsgericht Paderborn. Sein Sprengel umfasste die Bezirke der Amtsgerichte Beverungen, Borgentreich, Brakel, Düren, Delbrück, Erwitte, Fürstenberg, Geseke, Höxter, Lichtenau, Lippstadt, Nieheim, Paderborn, Rüthen, Salzkotten, Steinheim und Warburg sowie das lippische Amt Lipperode und das lippische Stift Cappel. Es bestand jeweils eine Kammer für Arbeiter, für Angestellte und für Handwerk.
Nach der Besetzung Deutschlands durch die Alliierten wurden 1945 zunächst alle Gerichte geschlossen. Die ordentlichen Gerichte wurden schon bald wieder eröffnet, während die Arbeitsgerichte zunächst nicht wieder eingerichtet wurden, so dass arbeitsgerichtliche Streitigkeiten von den ordentlichen Gerichten erledigt werden mussten. Gemäß Kontrollratsgesetz 21 vom 30. März 1946 sollten in Deutschland Arbeitsgerichte aufgebaut werden. Das Arbeitsgericht Paderborn entstand so neu.